# Ministerium für Verkehr und Kommunikation der Republik Kasachstan
Das Ministerium für Verkehr und Kommunikation der Republik Kasachstan (kasachisch Қазақстан Республикасы Көлік және коммуникация министрлігі, russisch Министерство транспорта и коммуникаций Республики Казахстан, englisch Ministry of transport and communications of the Republic of Kazakhstan) ist das Verkehrsministerium und eines von 18 Ministerien Kasachstans. Minister ist seit Januar 2012 Askar Kuanyschewitsch Schumagalijew.

## Allgemeines
Das Ministerium ist das zentrale Exekutivorgan der kasachischen Regierung zur Durchführung und Leitung der Koordination bezüglich der Entwicklung und Realisation der staatlichen Politik auf dem Gebiet des Verkehrs und der Kommunikation.

## Minister
| Nr. | Name                                                                 | Beginn der Amtszeit | Ende der Amtszeit  |
| --- | -------------------------------------------------------------------- | ------------------- | ------------------ |
| 1   | Jerkin Schakenowitsch Kalijew Еркин Жакенович Калиев                 | 1997                | September 1998     |
| 2   | Serik Minawarowitsch Burkitbajew Серик Минаварович Буркитбаев        | September 1998      | 2000               |
| 3   | Karim Kaschimkanowitsch Massimow Карим Кажимканович Масимов          | 2000                | November 2001      |
| 4   | Ablaj Issabekowitsch Myrsachmetow Аблай Исабекович Мырзахметов       | November 2001       | April 2002         |
| 5   | Kaschmurat Ibrajewitsch Nagmanow Кажмурат Ибраевич Нагманов          | 18. Mai 2002        | 25. Mai 2005       |
| 6   | Askar Usakpajewitsch Mamin Аскар Узакпаевич Мамин                    | August 2005         | 25. September 2006 |
| 7   | Serik Nygmetowitsch Achmetow Серик Ныгметович Ахметов                | 25. September 2006  | 3. März 2009       |
| 8   | Abelgasi Kaliakparowitsch Kussainow Абельгази Калиакпарович Кусаинов | 3. März 2009        | 8. April 2011      |
| 9   | Berik Sajlauowitsch Kamalijew Берик Сайлауович Камалиев              | 12. April 2011      | 20. Januar 2012    |
| 10  | Askar Kuanyschewitsch Schumagalijew Аскар Куанышевич Жумагалиев      | 21. Januar 2012     |                    |